# Sunrise Park Ski Resort
Sunrise Park Ski Resort smješten u srcu arizonskih Bijelih Planina (White Mts.), rekreativni je raj za skijaše sa 65 staza, stazom za daskanje (snowboard) i dječjim terenom. 
Po jednom satu ovi tereni mogu primiti preko 16,000 skijaša. U blizini jezera Sunrise Lake nalazi se i Sunrise Park Lodge, hotel sa 100 soba u kojemu je moguće odsjesti preko zime ili ljeta. U ljetnim mjesecima može je iznajmiti čamac za vožnju po jezeru.  Tereni imaju 10 skijaških vučnica, a na raspolaganju su također i sauna, satelitska televizija i restorani. Od ostalih rekreacija omogućeno je i jahanje i ribolov (pastrva).  U blizini se nalazi poznata kockarnica Hon-Dah. Sunrise Park Ski Resort u vlasništvu je indijanskog plemena White Mountain Apache.
Restorani
- Tempest Restaurantat Sunrise Hotel
- Sunrise Cafeteria atSunrise Day Lodge
- Sunrise Mid-Mountain   Chili Works
- Burrito Barnat Sunrise Base
- Apache Peak Day Lodge
- Apache PatioMid-Mountain Rest.
- Cyclone Cafeteriaat Cyclone Day Lodge
- Eagles Nest at the top of Sunrise

Vučnice
- Sunrise
- Pony
- Rustler
- Ft. Apache
- Geronimo
- Cyclone
- Eagle Feather
- Spirit Ridge
- A. Funland Handle Tow
- B. Cyclone Handle Tow

## Vanjeske poveznice
- www.sunriseskipark.com  Arhivirana inačica izvorne stranice od 1. listopada 2005. (Wayback Machine)
- Sunrise Park Ski Resort @ wmonline.com